# 10 cm K 14
El 10 cm Kanone 14 (10 cm K 14) fue un cañón de campo utilizado por Alemania y Bulgaria en la Primera Guerra Mundial.

## Diseño
El Kanone fue diseñado por Krupp pensado para reemplazar a los 10 cm K 04. era una versión fuertemente modificada del cañón que se pretendía sustituir. Estaba diseñado para disparar a objetivos terrestres como aéreos. Su plataforma de tiro estaba pensada para darle un recorrido de 360°. Su elevación era 15 grados mayor que los 10 cm K 04. Debido a los problemas de retroceso asocoados al disparar con ángulos altos, fue dotado con un sistema de retroceso variable y complejo. Para mejorar su precisión antiaérea se equipó con un sistema de observación de doble elevación.

## Producción
Su producción comenzó al comienzo de la Primera Guerra Mundial y las primeras unidades fueron entregadas en mayo de 1915. Fue utilizado como arma de campaña por los ejércitos alemán y búlgaro. Podía ser transportado por un equipo de seis caballos. Para su uso en terrenos montañosos algunas unidades fueron modificadas para facilitar su transporte. A pesar de las modificaciones introducidas para su uso antiaéreo, resultaron ser un fracaso.